# François d’Arlandes

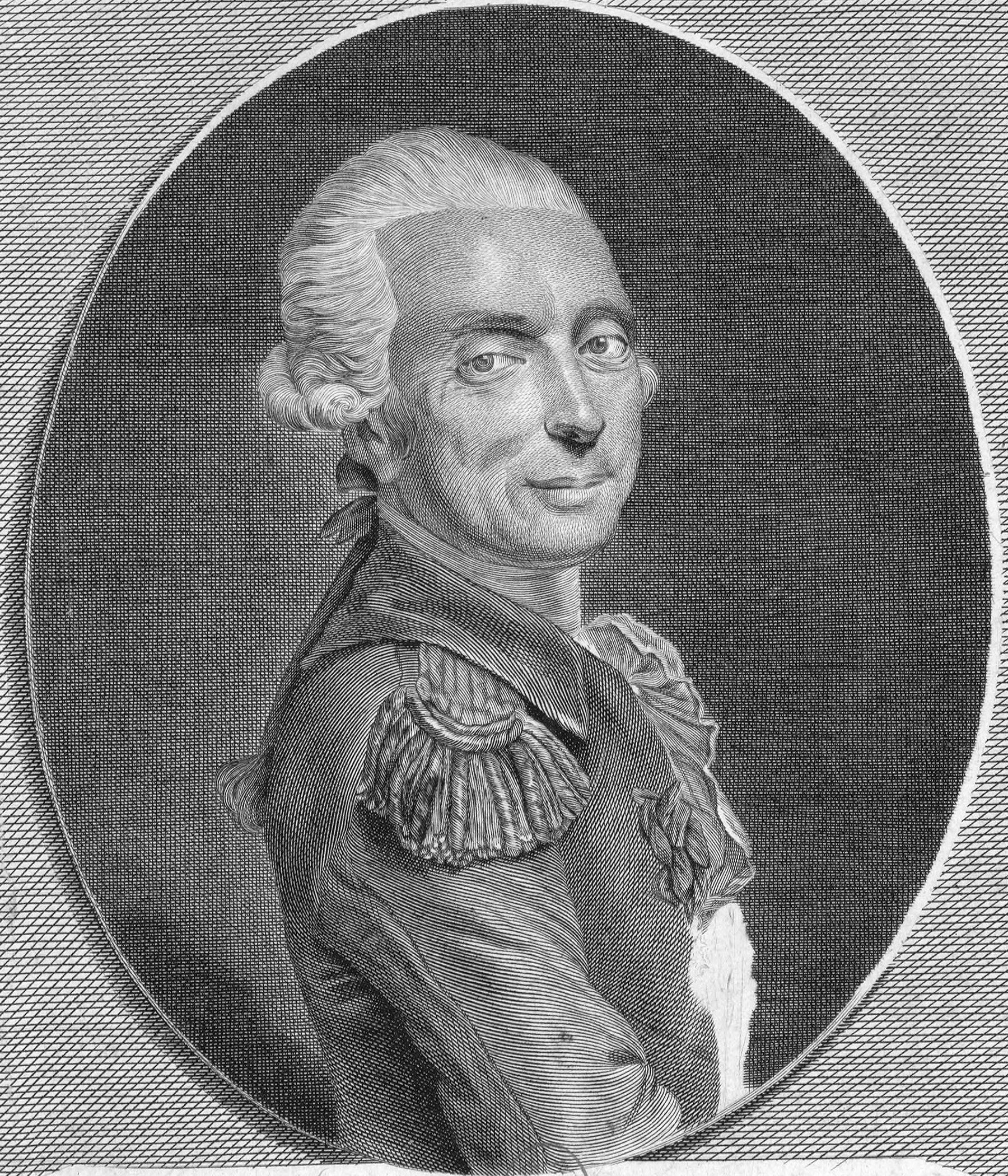
François Laurent d’Arlandes

François Laurent, Marquis d’Arlandes (* 1742; † 1. Mai 1809) war einer der beiden ersten Menschen, die eine Fahrt mit einem Heißluftballon unternahmen.

## Leben und Wirken
François d’Arlandes hatte als junger Mann in Tournon am Jesuitenkolleg Joseph Montgolfier kennengelernt und sich ebenfalls mit dem Fallschirm beschäftigt. 1782 kam er bei einem Luftsprungversuch vom Montmartre beinahe ums Leben. Dennoch forcierte er seine Teilnahme an dem ersten Flug in einem Ballon im folgenden Jahr.
Am 21. November 1783 wurde in Frankreich mit einer Montgolfière der erste bemannte Freiballonflug der Geschichte durchgeführt. Der Ballon wurde geführt von Jean-François Pilâtre de Rozier, François d’Arlandes flog mit als Passagier. Der Flug startete im Garten des Schlosses La Muette in Passy und endete nach einer 25-minütigen Fahrt über die Seine hinweg nach etwa zehn Kilometern in Gentilly, etwa vier Kilometer entfernt vom Zentrum der französischen Hauptstadt Paris.
François d’Arlandes starb 1809 auf seinem Schloss im Anneyron.